# Haldeck

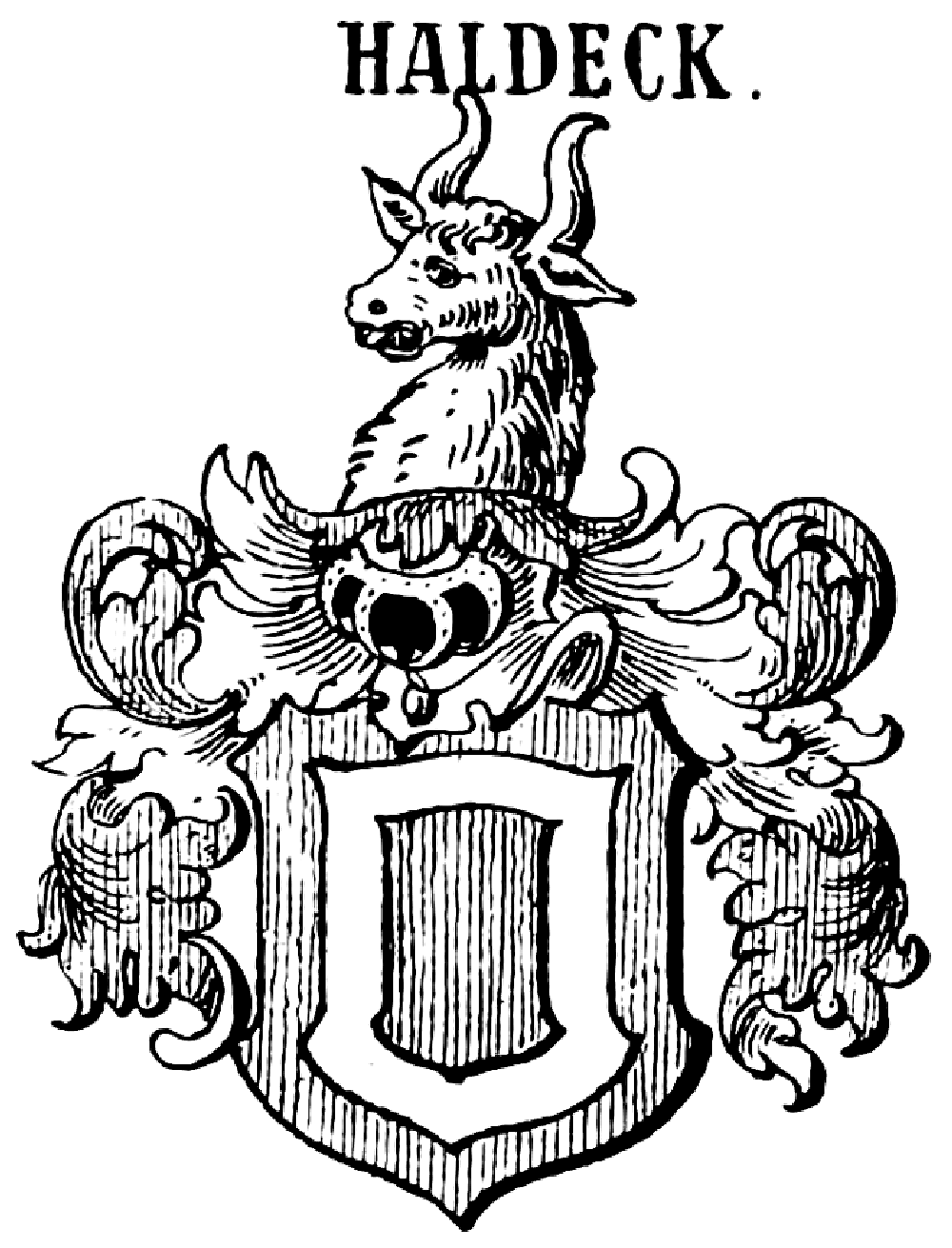
Wappen derer von Haldeck

Haldeck(e) ist eine abgegangene Burg auf dem Halteckenberge oberhalb Freyburg (Unstrut).

## Geschichte
Über deren Entstehung, Aussehen und deren Abgang ist nichts bekannt. Sie befand sich am Ende eines nach Südwest vorspringenden Bergsporns, dicht südwestlich des heutigen Hotels Edelacker, 0,3 km östlich der Altstadt. Wäscher und Grimm gehen von einer zwei- bis dreiteiligen Adelsburg im 12. bis 14. Jahrhunderts aus. Möglicherweise war Hermann II. von Werben († 1269, aus dem Geschlecht der Meinheringer), der die landgräfliche Burggrafschaft der Neuenburg erworben hatte, Erbauer der Burg Haldeck. Möglich ist auch, dass sie im landgräflichen Auftrag als Burggrafenamt errichtet wurde. Hermann II. nutzte diese als seinen Amtssitz, benannte sich aber nach seinem Dienstort Burggraf von Neuenburg (Burggravius de novo castro). (Die Benennung nach dem Dienstort wurde gegen Ende des 12. Jahrhunderts eingeführt.) Ab 1225 ist ein Burggraf Hermann II. von der Neuenburg urkundlich nachweisbar. Die Herren von Werben stellten bis 1297 mehrere Burggrafen „von der Neuenburg“. Als die Burg / das Burggrafenamt nicht mehr benötigt wurde, könnte die Burg aufgegeben worden sein. Die Ritter von Haldecke waren vermutlich lediglich Burgmannen der Burg, die sich nach ihr benannt hatten.
Die burgstadil Haldecke wird hier im Lehnbuch von Friedrich dem Strengen 1349/1359 letztmals und im Besitz von Heydil de Grost (von Gröst) erwähnt. Wann die Burg Haldeck aufgegeben wurde, ist nicht bekannt. Vermutlich wurde sie nach dem Grafenkriege wie viele andere Burgen geschleift.